# 渡邉美穂 (バレーボール)
渡邉 美穂（わたなべ みほ、1989年1月8日 - ）は、日本の元女子バレーボール選手。

## 来歴
大阪府高槻市出身。
京都橘高校在学時は春高バレー（準優勝）やインターハイなどで活躍した。
筑波大学3年在学中の2009年には、皆本明日香、岩永麻里江らとともに全日本インカレにおいて優勝に貢献し、自らもセッター賞を獲得した。
2011年1月、プレミアリーグ・NECレッドロケッツの内定選手となり、同年7月、第26回ユニバーシアード代表に選出された。
2014年6月、NECを勇退。

## 球歴
- ユニバーシアード代表 - 2011年

## 所属チーム
- 高槻市立二中
- 京都橘高校
- 筑波大学（2007-2011年）
- NECレッドロケッツ（2011-2014年）